# The Truth is...
The Truth Is... четвертий альбом канадської рок-групи Theory of a Deadman, який вийшов 12 липня 2011 року. Перший сингл "Lowlife", який вийшов на радіо 17 травня 2011 року - зайняв перше місце у всіх американських рок-чартах. Альбом був написаний вокалістом групи і його дружиною. Також збірка отримала високі оцінки критиків.

## Трекліст
| #     | Назва                                       | Автор                                                   | Тривалість |
| ----- | ------------------------------------------- | ------------------------------------------------------- | ---------- |
| 1.    | «Lowlife»                                   | Крістін Конноллі, Тайлер Конноллі                       | 3:25       |
| 2.    | «Bitch Came Back»                           | Кара ДіоГуарді, Тайлер Конноллі                         | 3:39       |
| 3.    | «Hurricane»                                 | Кара ДіоГуарді, Тайлер Конноллі                         | 4:17       |
| 4.    | «Out of My Head»                            | Джеймс Бретт, Тайлер Конноллі                           | 3:57       |
| 5.    | «Gentleman»                                 | Кара ДіоГуарді, Тайлер Конноллі                         | 3:28       |
| 6.    | «Love is Hell»                              | Дана Калітрі, Ніна Оссофф, Кети Соммер, Тайлер Конноллі | 3:31       |
| 7.    | «The Truth Is... (I Lied About Everything)» | Крістін Конноллі, Тайлер Конноллі                       | 3:27       |
| 8.    | «Head Above Water»                          | Скотт Стівенс, Тайлер Конноллі                          | 3:32       |
| 9.    | «Drag Me to Hell»                           | Тайлер Конноллі                                         | 3:54       |
| 10.   | «What Was I Thinking»                       | Тайлер Конноллі, Крістін Конноллі                       | 3:50       |
| 11.   | «Easy to Love You»                          | Тайлер Конноллі                                         | 4:19       |
| 12.   | «We Were Men»                               | Тайлер Конноллі                                         | 4:46       |
| 46:05 |                                             |                                                         |            |

### Бонусні треки спеціального видання
| #   | Назва                         | Автор                                   | Тривалість |
| --- | ----------------------------- | --------------------------------------- | ---------- |
| 13. | «Careless»                    | Theory of a Deadman                     | 3:36       |
| 14. | «Does It Really Matter»       | Theory of a Deadman, Christine Connolly | 3:40       |
| 15. | «Villain»                     | Theory of a Deadman                     | 3:04       |
| 16. | «Better or Worse»             | Theory of a Deadman                     | 4:21       |
| 17. | «Out of My Head (Acoustic)»   | Theory of a Deadman, Brett James        | 3:53       |
| 18. | «Easy to Love You (Acoustic)» | Theory of a Deadman                     | 4:19       |

## Музиканти
- Тайлер Конноллі - вокал, соло-гітара
- Дін Бек - бас-гітара
- Дейв Бреннер - ритм-гітара
- Джоуї Дандено - ударні